# (144898) 2004 VD17
(144898) 2004 VD17 ist ein kleiner erdnaher Asteroid vom Apollo-Typ, der am 7. November 2004 durch die automatische Himmelsüberwachung LINEAR (Lincoln Near Earth Asteroid Research) entdeckt wurde. Aufgrund seiner optischen Helligkeit wird der Durchmesser des Asteroiden auf 500 bis 1200 Meter geschätzt. Er gelangte 2006 in die Schlagzeilen der Boulevardpresse, als vorübergehend ein kleines Risiko bestand, dass er auf der Erde einschlagen könnte.

## Verlauf des Risikos
Die ersten Beobachtungen 2004 und 2005 erlaubten aufgrund der zunehmenden Entfernung lediglich die Vorhersage, dass der Asteroid am 4. Mai 2102 der Erde nahe kommen werde, allerdings mit einer sehr breit streuenden Verteilung für die Lage der Bahn. Ein Impakt würde eine Energie freisetzen, die der Sprengwirkung von etwa 15.000 Megatonnen TNT entspricht, und zu kontinentalen Verwüstungen führen. 2006 war der Asteroid wieder besser beobachtbar, die Verteilung wurde schmaler und viel höher, wodurch die Wahrscheinlichkeit, dass die Erde getroffen würde, zunächst zunahm. Zwischen Februar und Mai 2006 wurde er auf der Turiner Skala mit 2 eingestuft. 2004 VD17 war damit nach Apophis der zweite Asteroid, der einen Wert von über 1 auf dieser Risikoskala erreichte.
Danach zog sich die Verteilung auf einen engen Bereich neben der Erde zusammen. Anfang 2007 hatte die Begegnung auf der Palermo-Skala eine Gefahreneinschätzung von −4,91, was bedeutete, dass der Impakt fast 100.000 mal unwahrscheinlicher war als die sogenannte Hintergrundwahrscheinlichkeit, dass die Erde bis zum 4. Mai 2102 von einem beliebigen, mindestens ebenso großen Objekt getroffen wird. Inzwischen konnte der Impakt völlig ausgeschlossen und 2004 VD17 von der Risikoliste gestrichen werden – ein typischer Verlauf.